# Hans Wendlandt
Hans Wendlandt (* 18. Januar 1918; † 20. Februar 1978) war ein deutscher Fußballspieler und Fußballtrainer. Als Spieler war er im höherklassigen Fußball für den SC Victoria Hamburg aktiv, als Trainer betreute er die Süd-Vereine SV Waldhof Mannheim und Freiburger FC, im Westen Schwarz-Weiß Essen und Arminia Bielefeld. Höhepunkt seiner über zwanzigjährigen Trainertätigkeit war der Gewinn des DFB-Pokals 1959 mit den Essenern.

## Karriere

### Spieler
Der von Eintracht Lokstedt zum SC Victoria Hamburg gekommene Hans Wendlandt bewährte sich schon in jungen Jahren in der Gauliga Nordmark. Ab dem Sommer 1938 gehörte er bereits der Regionalauswahl Nordmark im Wettbewerb des Reichsbundpokals an. Sein Debüt in der Auswahl gab der Außenläufer am 24. Juli an der Seite von Walter Warning, Erwin Reinhardt, Werner Höffmann, Gustav Carstens, Otto Lüdecke, Willi Kleikamp, Derle Ahlers, Hans Rohde, Herbert Panse und Karl Miller. Nach dem Zweiten Weltkrieg erreichte der offensive Außenläufer als Spielertrainer mit „Vicky“ 1947 die Qualifikation zur neuen Fußball-Oberliga Nord. Im ersten Jahr des neuen norddeutschen Fußballoberhauses vom Traineramt wieder befreit, absolvierte er für die „Zitronengelben“ vom Stadion Hoheluft 21 von 22 Ligaspielen. Victoria stieg aber am Rundenende in das Amateurlager ab. 1948/1949 wirkte er als Spielertrainer beim Wedeler TSV und schaffte unmittelbar den Aufstieg von der 1. Klasse Hamburg (Germania-Staffel) in die höchste Hamburger Amateurklasse (Amateurliga/Elbe-Staffel).

### Trainer
Hans Wendlandt, er hatte im zweiten Herberger-Kurs 1949 in Köln die Ausbildung zum Fußball-Lehrer durchlaufen, übernahm den SV Waldhof Mannheim zur Saison 1951/1952 in der Fußball-Oberliga. Nach zwei Jahren mit Platzierungen im Mittelfeld der Tabelle beendete der SV Waldhof die Saison 1953/1954 als vorletzter und stieg somit in die 1. Amateurliga ab. Am Saisonende verließ Wendlandt den SV Waldhof und trainierte den Freiburger FC bis 1957. In dieser Zeit führte Wendlandt den Freiburger FC zum Meistertitel der 2. Liga Süd und den Aufstieg in die Fußball-Oberliga Süd. Nach nur einer Saison in der Fußball-Oberliga Süd stieg Wendlandt mit dem FFC als Tabellenletzter direkt wieder in die 2. Liga ab.
Nach dem Abstieg übernahm Wendlandt den ETB Schwarz-Weiß Essen, der unter Willi Multhaup soeben in die Oberliga West aufgestiegen war. Obwohl er nach nur einer Saison wieder in die 2. Liga West abstieg, feierte er mit Schwarz-Weiß Essen seinen größten Erfolg als Trainer, den Gewinn des DFB-Pokal 1959. Am 8. August 1959 hatte SWE das Finale des Westdeutschen Pokal mit 3:2 Toren gegen Westfalia Herne gewonnen und war somit für den DFB-Pokal qualifiziert. Bereits acht Tage später folgte ein 6:3-Erfolg bei Hertha BSC. Im Halbfinale glückte durch ein 2:1 nach Verlängerung beim Hamburger SV am 12. Dezember eine große Überraschung. Der 5:2-Finalerfolg am 27. Dezember 1959 in Kassel gegen den Südwestvertreter Borussia Neunkirchen überraschte deshalb nicht mehr. Die ruhige und freundliche Art des Trainers war gerade bei den jungen Spielern wie Heinz Steinmann, Horst Trimhold, Manfred Rummel und Hans Küppers gut angekommen und auch der Routinier Hubert Schieth blühte im Mittelfeld nochmals auf.
Nach dem Wiederaufstieg mit Schwarz-Weiß Essen kehrte Wendlandt 1961 zum Freiburger FC zurück und trainierte die Breisgauer bis 1964. Zur Saison 1963/64 gelang es dem Freiburger FC, sich für die neu geschaffene Fußball-Regionalliga zu qualifizieren, die nach Einführung der Bundesliga die zweithöchste Spielklasse dar stellte. 1964 kehrte Wendlandt für zwei Jahre zu Schwarz-Weiß Essen zurück und trainierte den Verein in der Regionalliga West. Von 1966 bis 1969 trainierte Wendlandt Arminia Bielefeld in der Regionalliga West, nachdem der Aufstieg mehrfach knapp verpasst wurde, kehrte Wendlandt für eine halbe Saison zum SV Waldhof zurück und beerbte Helmut Berninger als Cheftrainer der Blau-Schwarzen. Von 1971 bis 1973 übernahm Wendlandt noch einmal den Freiburger FC und trainierte die Mannschaft vom Möslestadion in der Regionalliga Süd.
1973 kehrte Wendlandt zum SV Waldhof zurück und beerbte Klaus Sinn, welcher 1970 die Blau-Schwarzen von ihm übernommen hatte, als Trainer. Dies war zugleich seine letzte Station als Trainer. Am 14. Oktober 1973 trennte sich der SV Waldhof von Hans Wendlandt, sein Nachfolger wurde Philipp Rohr.